# ناصر عبيد
ناصر عبيد (مواليد 7 نوفمبر 1988، لاعب كرة قدم إماراتي.
مثل نادي حتا ونادي مصفوت ونادي الذيد ونادي مسافي.